# Capoeira
A capoeira ou capoeiragem é uma expressão cultural e esporte afro-brasileiro que mistura arte marcial, dança e música. Acredita-se que foi desenvolvida no Brasil através do Engolo, arte marcial angolana introduzida no Brasil por escravos africanos. Há diversos mitos sobre as origens da capoeira, entre os quais o de que a arte foi praticada no Quilombo dos Palmares (no atual estado de Alagoas), que resistiu por mais de um século na antiga Capitania de Pernambuco, mito esse que foi ainda mais propagado pelo filme Quilombo (1984), dirigido por Carlos Diegues. Entretanto não há evidências históricas, ou mesmo um relato sequer que corrobore com a hipótese da capoeira ter sido praticada nos quilombos.
Caracterizada por golpes e movimentos ágeis e complexos, utilizando primariamente chutes e rasteiras, além de cabeçadas, joelhadas, cotoveladas, acrobacias em solo ou aéreas, distingue-se de outras artes marciais através da musicalidade, onde os praticantes, chamados capoeiristas, aprendem, além de lutar e jogar, a tocar os instrumentos típicos e a cantar. O que ignora a musicalidade é considerado um lutador incompleto e sem espírito esportivo.
A Roda de Capoeira foi registrada como bem cultural pelo IPHAN no ano de 2008, com base em inventário realizado nos estados da Bahia, de Pernambuco e do Rio de Janeiro. E em novembro de 2014, recebeu o título de Patrimônio Cultural Imaterial da Humanidade pela UNESCO.
A capoeira praticada na atualidade possui duas grandes vertentes: a capoeira Angola (do banto ngolo), que apresenta movimentos mais rasteiros e teve como principal expoente o mestre Pastinha; e a regional (inicialmente chamada Luta Regional Baiana), que possui movimentos mais aéreos e teve como principal expoente o mestre Bimba. Esta última foi criada em Salvador, cidade onde foi fundada a primeira academia/escola de capoeira do Brasil, em 1937.

## Etimologia
O lexicógrafo Antônio Geraldo da Cunha aponta como origem provável o termo homónimo capoeira, em uso em data anterior a 1583, significando tanto o galinheiro, como os cestos onde os capões e outras aves domésticas eram transportados para venda em mercados e porta a porta, tarefa muitas vezes executada por escravos antes da abolição da escravatura. Escravos bantos levados de Angola para o Brasil trouxeram com eles um tipo caraterístico de luta corporal, ainda nos tempos coloniais, com a qual se entretinham nos intervalos do trabalho nos mercados para onde transportavam as capoeiras, chamando a atenção dos assistentes, pela graça e beleza das exibições. O termo acabou ganhando igualmente uso pejorativo, documentado já em 1824, significando vadio, malandro ou malfeitor, caraterísticas que se atribuíam aos indivíduos destros nesse tipo de luta. O termo capoeira, por sua vez, é uma variação de capão, significando o galo castrado, derivado do latim vulgar cappare, que significa "castrar", deduzido secundariamente por cappõ-õnis.

## História

### Origem
A partir do século XVI, Portugal começou a enviar escravos para o Brasil, provenientes primariamente da África Ocidental. Os povos mais frequentemente vendidos no Brasil faziam parte das etnias: iorubá, jeje e hauçá e do grupo banto (incluindo os congos, os quimbundos e os Kasanjes), provenientes dos territórios localizados atualmente em Angola e Congo.[carece de fontes?]
No século XVII, era costume dos povos pastores do sul da atual Angola, na África, comemorar a iniciação dos jovens à vida adulta com uma cerimônia chamada n'golo (que significa "zebra" em quimbundo).[carece de fontes?] Durante a cerimônia, os homens competiam numa luta animada pelo toque de atabaques em que ganhava quem conseguisse encostar o pé na cabeça do adversário.[carece de fontes?] O vencedor tinha o direito de escolher, sem ter de pagar o dote, uma noiva entre as jovens que estavam sendo iniciadas à vida adulta.[carece de fontes?] Com a chegada dos portugueses e a escravização dos povos africanos, esta luta terá sido introduzida no Brasil.

É proposto que a capoeira surgiu na época do Brasil Colônia, por aculturação como uma saída para expressar desejos para a liberdade da raça negra e pela necessidade de se defender de senhores inimigos. Este povo, na grande parte, era desarmado e usavam seus próprios corpos como seu método de combate, aproveitando-se as danças, cantigas e movimentos manifestados por culturas africanas ao mesmo tempo. 

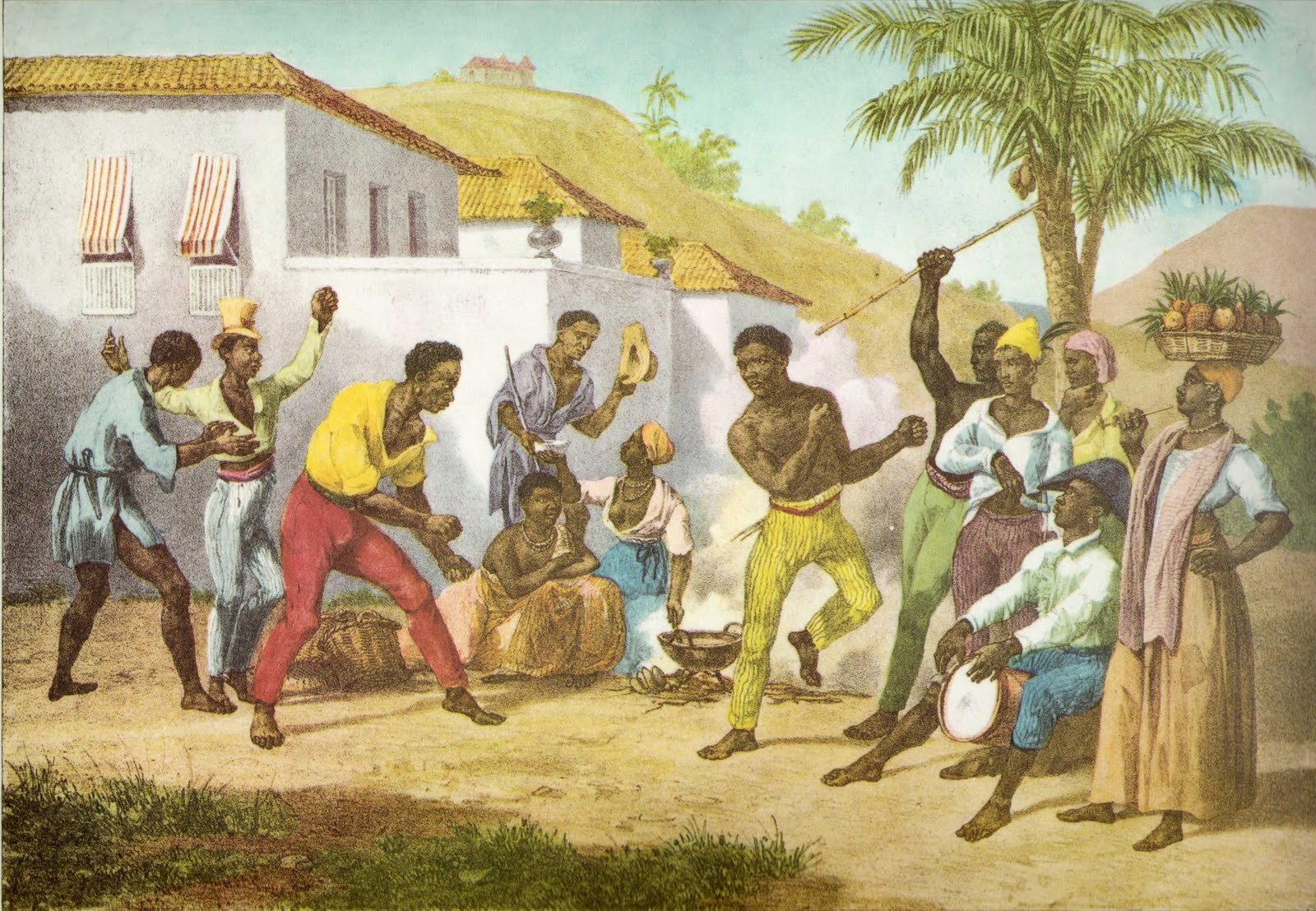
"Jogar Capoeira" ou Danse de la Guerre, de Johann Moritz Rugendas, de 1835

#### Debate do origem da capoeira
A capoeira ainda é um motivo de controvérsia entre os estudiosos de sua história e sobretudo no que se refere ao período compreendido entre o seu surgimento e o início do século XIX, quando aparecem os primeiros registros confiáveis com descrições sobre sua prática.

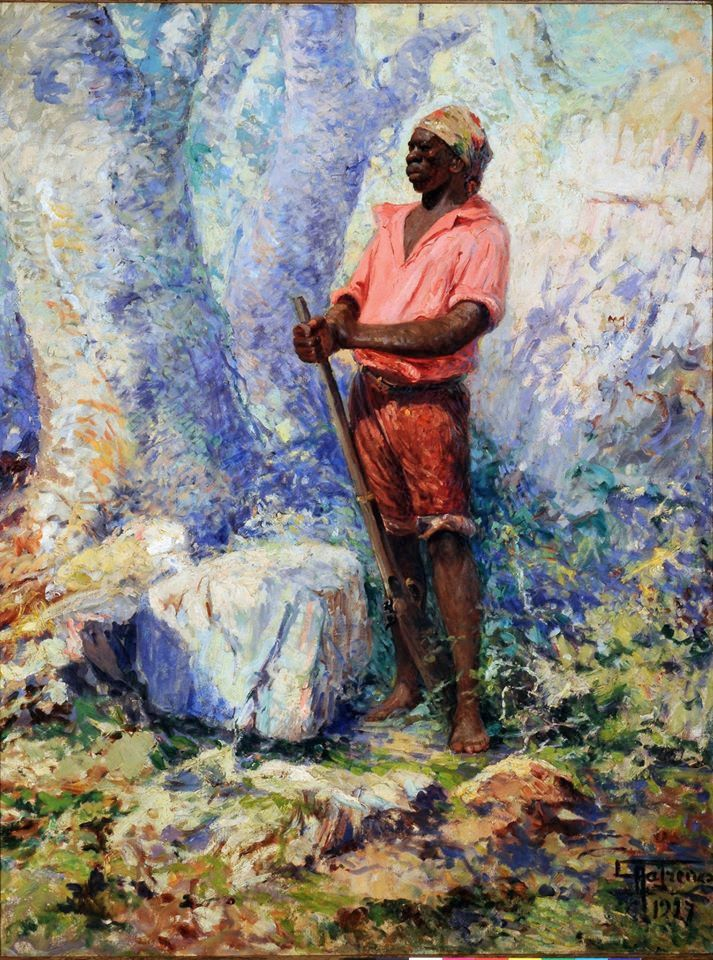
O líder quilombola Zumbi dos Palmares. Alguns pesquisadores acreditam que a capoeira foi utilizada pelo Quilombo dos Palmares contra as tropas da Capitania de Pernambuco, embora não haja comprovação.

 Por isso, a origem da capoeira está em debate se a capoeira começou inicialmente na África ou nasceu no Brasil.  Acredita-se que a capoeira desenvolveu-se no Brasil a partir do Engolo, arte marcial de origem angolana, introduzida no Brasil por escravos africanos. Enquanto outros consideram que a capoeira tenha surgido em fins do século XVI no Quilombo dos Palmares (no atual estado de Alagoas), situado na então Capitania de Pernambuco (atual estado brasileiro de Pernambuco), embora não haja comprovação. 

### Nos quilombos
Não tardou para que grupos de escravos fugitivos começassem a estabelecer assentamentos em áreas remotas da colônia, conhecidos como quilombos. Inicialmente assentamentos simples, alguns quilombos evoluíam atraindo mais escravos fugitivos, indígenas ou até mesmo europeus que fugiam da lei ou da repressão religiosa católica, até tornarem-se verdadeiros estados multiétnicos independentes. A vida nos quilombos oferecia liberdade e a oportunidade do resgate das culturas perdidas à causa da opressão colonial. Neste tipo de comunidade formada por diversas etnias, constantemente ameaçada pelas invasões portuguesas, a capoeira passou de uma ferramenta para a sobrevivência individual a uma arte marcial com escopo militar.
O maior dos quilombos, o Quilombo dos Palmares, resistiu por mais de cem anos aos ataques das tropas coloniais. Mesmo possuindo material bélico muito aquém dos utilizados pelas tropas coloniais e, geralmente, combatendo em menor número, resistiram a pelo menos 24 ataques de grupos com até 3 000 integrantes comandados por capitães do mato. Foram necessários dezoito grandes ataques de tropas militares do governo colonial para derrotar os quilombolas. Soldados portugueses relataram ser necessário mais de um dragão (militar) para capturar um quilombola, porque se defendiam com estranha técnica de ginga e luta. O governador-geral da Capitania de Pernambuco declarou ser mais difícil derrotar os quilombolas do que os invasores holandeses.

### A urbanização
Com a transferência do então príncipe regente dom João VI e de toda a corte portuguesa para o Brasil em 1808, devido à invasão de Portugal por tropas napoleônicas, a colônia deixou de ser uma mera fonte de produtos primários e começou a se desenvolver como nação. Com a subsequente abertura dos portos as nações amigas, findando o monopólio português do comércio colonial. As cidades cresceram em importância e os brasileiros finalmente receberam permissões para fabricar no Brasil produtos antes importados, como o vidro.
Já existiam registros da prática da capoeira nas cidades de Salvador, Rio de Janeiro e Recife desde o século XVIII, mas o grande aumento do número de escravos urbanos e da própria vida social nas cidades brasileiras deu à capoeira maior facilidade de difusão e maior notoriedade. No Rio de Janeiro, as aventuras dos capoeiristas eram de tal jeito que o governo, através da portarias como a de 31 de outubro de 1821, estabeleceu castigos corporais severos e outras medidas de repressão à prática de capoeira.

### Libertação dos escravos e proibição

Lei Áurea, 1888. Arquivo Nacional

No fim do século XIX, a escravidão no Brasil era basicamente impraticável por diversos motivos, entre eles o sempre crescente número das fugas dos escravos e os incessantes ataques das milícias quilombolas às propriedades escravocratas. O império Brasileiro tentou amenizar os diversos problemas com medidas como a lei dos Sexagenários e a lei do Ventre Livre, mas o Brasil inevitavelmente reconheceria o fim da escravidão em 13 de maio de 1888 com a lei Áurea, sancionada pelo parlamento e assinada pela princesa Isabel.
Livres, os negros viram-se abandonados à própria sorte. Em sua grande maioria, não tinham onde viver, onde trabalhar e eram desprezados pela sociedade, que os via como vagabundos. O aumento da oferta de mão de obra europeia e asiática do período diminuía ainda mais as oportunidades e logo grande parte dos negros foi marginalizada e, naturalmente, com eles a capoeira.
Foi inevitável que diversos capoeiristas começassem a utilizar suas habilidades de formas pouco convencionais. Muitos começaram a utilizar a capoeira como guardas de corpo, mercenários, assassinos de aluguel, capangas. Grupos de capoeiristas conhecidos como maltas aterrorizavam o Rio de Janeiro. Em pouco tempo, mais especificamente em 1890, a República Brasileira decretou a proibição da capoeira em todo o território nacional, vista a situação caótica da capital brasileira e a notável vantagem que um capoeirista levava no confronto corporal contra um policial. Código Penal da República, adapto pelo estado brasileiro em 1890, considerou a capoeira ilegal debaixo o artigo 402 que disse que uma pessoa vista participando da capoeira pode pegar de dois a seis anos de prisão. Devido à proibição, qualquer cidadão apanhado praticando capoeira era preso, torturado e muitas vezes mutilado pela polícia.
Art. 402. Fazer nas ruas e praças públicas exercício de agilidade e destreza corporal conhecida pela denominação Capoeiragem: andar em correrias, com armas ou instrumentos capazes de produzir lesão corporal, provocando tumulto ou desordem, ameaçando pessoa certa ou incerta, ou incutindo temor de algum mal. Pena: de prisão celular por dois a seis meses. Parágrafo único. É considerada circunstância agravante pertencer o capoeira a alguma banda ou malta. Aos chefes ou cabeças, se imporá a pena em dobro.— Código Penal dos Estados Unidos do Brasil
Getúlio Vargas tomou o poder na década de 1930, depondo o presidente Washington Luis, e posteriormente proibiu a prática da capoeira, permitindo-a apenas dentro e com licença policial. Isso mostra as grandes mudanças nas concessões sociais da Capoeira. A capoeira, após um breve período de liberdade, via-se mais uma vez malvista e perseguida. Expressões culturais como a roda de capoeira eram praticadas em locais afastados ou escondidos e, geralmente, os capoeiristas deixavam alguém de sentinela para avisar de uma eventual chegada da polícia.

### A luta regional baiana

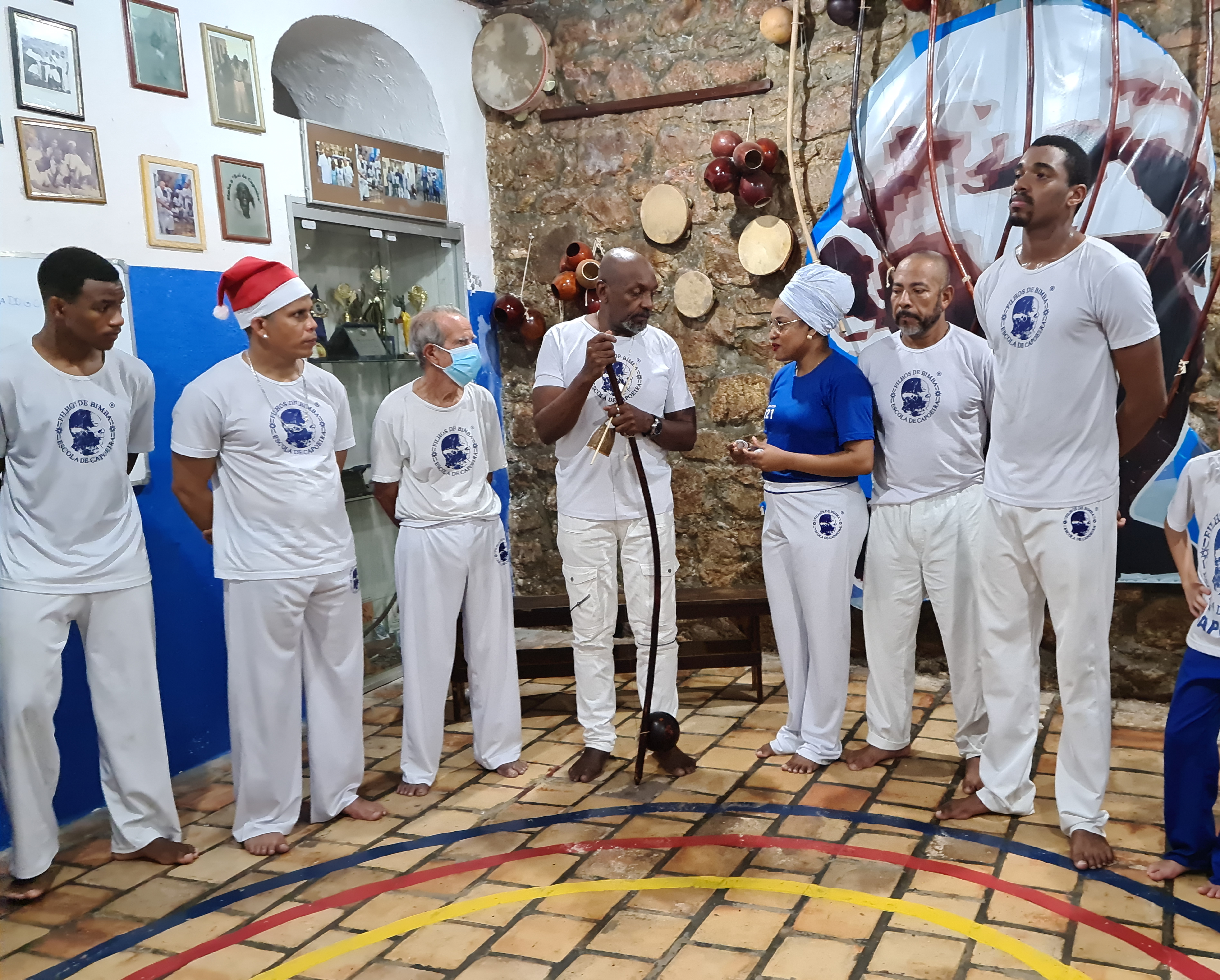
Grupo de Mestre Bimba em 2022

Em 1932, um período em que a perseguição à capoeira já não era tão acentuada, mestre Bimba, exímio lutador no ringue e em lutas de rua ilegais, fundou em Salvador a primeira academia de capoeira da história. Bimba, ao analisar o modo como diversos capoeiristas utilizavam suas habilidades para impressionar turistas, acreditava que a capoeira estaria perdendo sua eficiência como arte marcial. Dessa forma, Bimba, com auxílio de seu aluno José Cisnando Lima, tornoU-a mais eficiente para o combate, inserindo alguns movimentos/golpes de outras artes marciais, como o batuque. Mestre Bimba também desenvolveu um dos primeiros métodos de treinamento sistemático para a capoeira. Como a palavra capoeira ainda era proibida pelo código Penal, Bimba chamou seu novo estilo de luta regional baiana.
Em 1937, Bimba fundou o centro de Cultura Física e Luta Regional, com alvará da secretaria da Educação, Saúde e Assistência de Salvador. Seu trabalho obteve aceitação social, passando a ensinar para as elites econômicas, políticas, militares e universitárias. Finalmente, em 1940, a capoeira saiu do código Penal brasileiro e deixou definitivamente a ilegalidade. Começou, então, um longo processo de desmarginalização da capoeira.
Em pouco tempo a notoriedade da capoeira de Bimba demonstrou ser um incômodo aos capoeiristas tradicionais, que perdiam espaço e continuavam a ser malvistos. Esta situação desigual começou a mudar com a inauguração do Centro Esportivo de Capoeira Angola, em 1941, por mestre Pastinha. Localizado no Pelourinho, em Salvador, o centro atraía diversos capoeiristas que preferiam manter a capoeira em sua forma mais original possível. Em breve, a notoriedade do centro cunhou em definitivo o termo "capoeira angola" como nome do estilo tradicional de capoeira. O termo não era novo, sendo, já na época do império, a prática da capoeira apelidada, em alguns locais, de "brincar de angola" e diversos outros mestres que não seguiam a linha de Pastinha acabaram adotando-o.

### Atualmente
Hoje em dia, a capoeira se tornou não apenas uma arte ou um aspecto cultural, mas uma verdadeira exportadora da cultura brasileira para o exterior. Presente em dezenas de países em todos os continentes, todo ano a capoeira atrai ao Brasil milhares de alunos estrangeiros e, frequentemente, capoeiristas estrangeiros se esforçam em aprender a língua portuguesa em um esforço para melhor se envolver com a arte. Mestres e contra-mestres respeitados são constantemente convidados a dar aulas especiais no exterior ou até mesmo a estabelecer seu próprio grupo. Apresentações de capoeira, geralmente administradas em forma de espetáculo, acrobáticas e com pouca marcialidade, são realizadas no mundo inteiro.
O aspecto marcial ainda se faz muito presente e, como nos tempos antigos, ainda é sutil e disfarçado. A malandragem é sempre presente, capoeiristas experientes raramente tiram os olhos de seus oponentes em um jogo de capoeira, já que uma queda pode chegar disfarçada até mesmo em um gesto amigável. Símbolo da cultura afro-brasileira, símbolo da miscigenação de etnias, símbolo de resistência à opressão, a capoeira mudou definitivamente sua imagem e se tornou fonte de orgulho para o povo brasileiro. Atualmente, é considerada patrimônio Cultural Imaterial do Brasil.

## Roda de capoeira
A roda de capoeira é um círculo de capoeiristas com uma bateria musical em que a capoeira é jogada, tocada e cantada. A roda serve tanto para o jogo, divertimento e espetáculo, quanto para que capoeiristas possam aplicar o que aprenderam durante o treinamento. Os capoeiristas se perfilam na roda de capoeira cantando e batendo palmas no ritmo do berimbau enquanto dois capoeiristas jogam capoeira. O jogo entre dois capoeiristas pode terminar ao comando do tocador de berimbau ou quando algum outro capoeirista da roda "compra o jogo", ou seja, entra entre os dois e inicia um novo jogo com um deles.
Em geral, o objetivo do jogo da capoeira não é o nocaute ou destruir o oponente. O maior objetivo do capoeirista ao entrar em uma roda é a queda, ou seja, derrubar o oponente sem ser golpeado, preferencialmente com uma rasteira. Na maioria das vezes, entre o jogo de um capoeirista mais experiente e um novato, o capoeirista experiente prefere mostrar sua superioridade "marcando" o golpe no oponente, ou seja, freando o golpe um instante antes de completá-lo. Entre dois capoeiristas experientes, o jogo poderá ser muito mais agressivo e as consequências mais graves.
A ginga é o movimento básico da capoeira, mas além da ginga, também são muito comuns os chutes em rotação, rasteiras, floreios (como o aú ou a bananeira), golpes com as mãos, cabeçadas, esquivas, acrobacias (como o salto mortal), giros apoiados nas mãos ou na cabeça e movimentos de grande elasticidade.

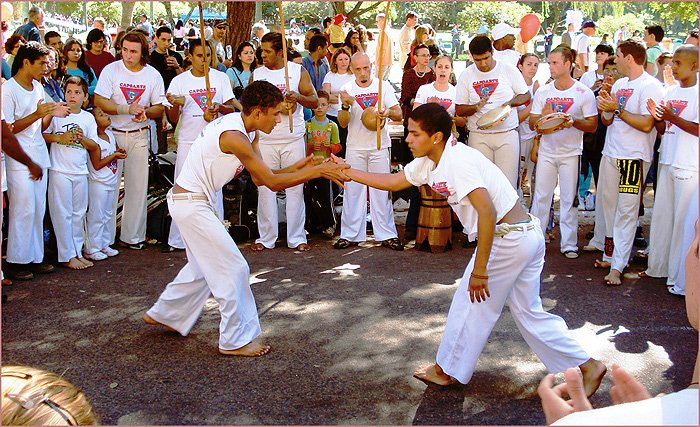
Roda de capoeira
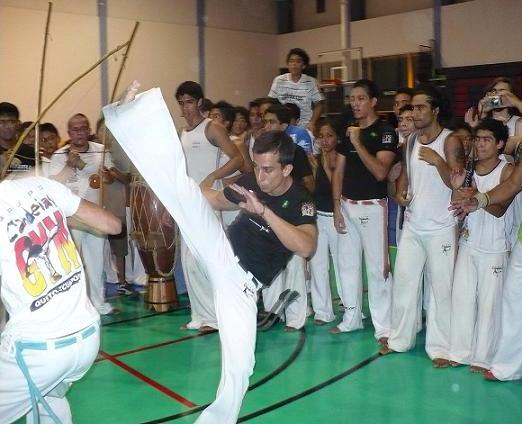
Roda de capoeira
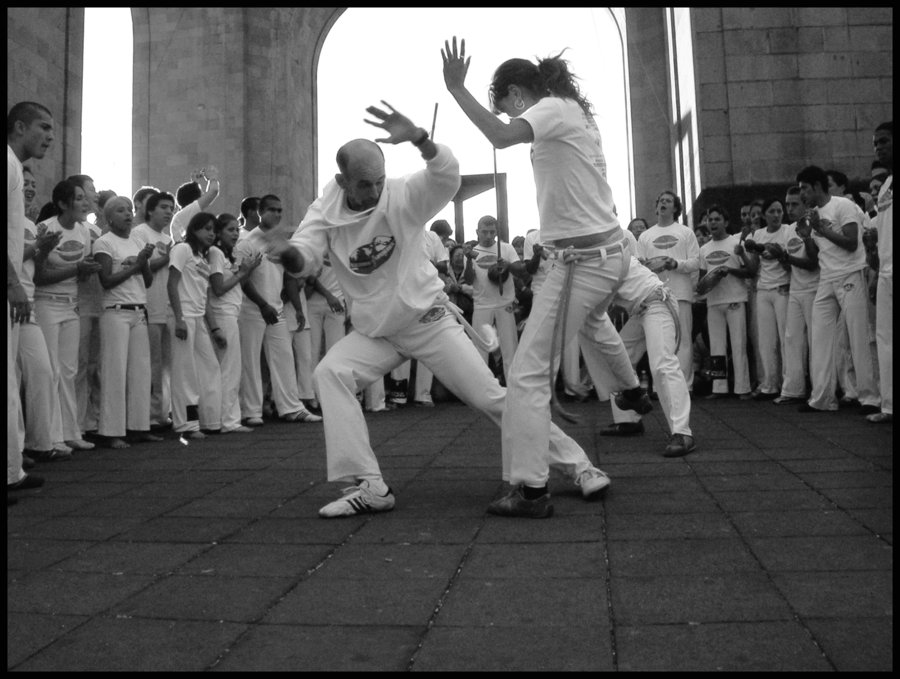
roda de capoeira
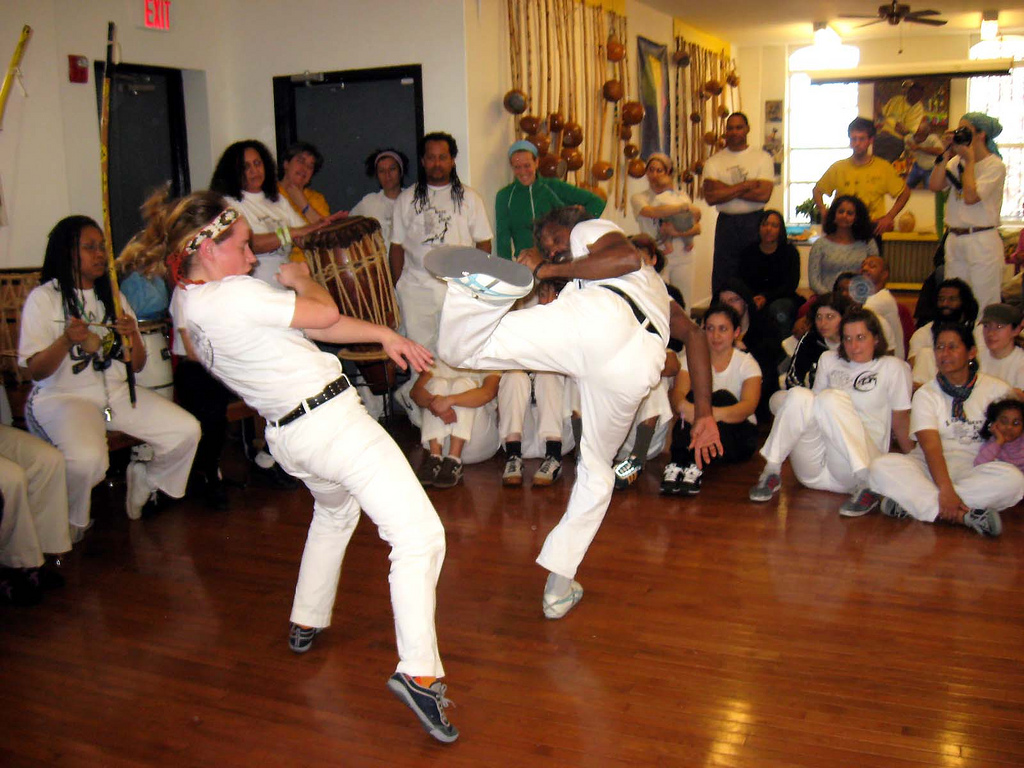
roda de capoeira

### O batizado
O batizado é uma roda de capoeira solene e festiva, onde alunos novos recebem sua primeira corda e demais alunos podem passar para graduações superiores. Em algumas ocasiões, podem-se ver formados e professores recebendo graduações avançadas, momento considerado honroso para o capoeirista. O batizado parte ao comando do capoeirista mais graduado do grupo, seja ele mestre, contramestre ou professor. Os alunos jogam com um capoeirista formado e devem tentar se defender. Normalmente, o jogo termina com a queda do aluno, momento em que é considerado batizado, mas o capoeirista formado pode julgar a queda desnecessária. No caso de alunos mais avançados, o jogo poderá ser com mais de um formado, ou até mesmo com todos os formados presentes, para as graduações avançadas.

#### O apelido
Tradicionalmente, o batizado seria o momento em que o capoeirista recebe ou oficializa seu apelido, ou nome de capoeira. A maioria dos capoeiristas passa a ser conhecida na comunidade  mais pelos seus respectivos apelidos do que por seus próprios nomes. Apelidos podem surgir de inúmeros motivos, como uma característica física, uma particular habilidade ou dificuldade, uma ironia, a cidade de origem, entre outros.
O costume do apelido surgiu na época em que a capoeira era ilegal. Capoeiristas evitavam dizer seus nomes para evitar problemas com a polícia e se apresentavam a outros capoeiristas ou nas rodas pelos seus apelidos. Dessa forma, um capoeirista não poderia revelar os nomes dos seus companheiros à polícia, mesmo que fosse preso e torturado. Hoje em dia, o apelido continua uma forte tradição na capoeira, apesar de não ser mais necessário.

### Patrimônio Cultural Imaterial da Humanidade
Em 24 de novembro de 2014, durante a 9ª Sessão do Comitê Intergovernamental para a Salvaguarda, que é realizada na sede da Unesco, em Paris, teve a inscrição para recebimento do título aprovada. Em 26 de novembro, a Unesco declara que a Roda de Capoeira é Patrimônio Cultural Imaterial da Humanidade.

## Música

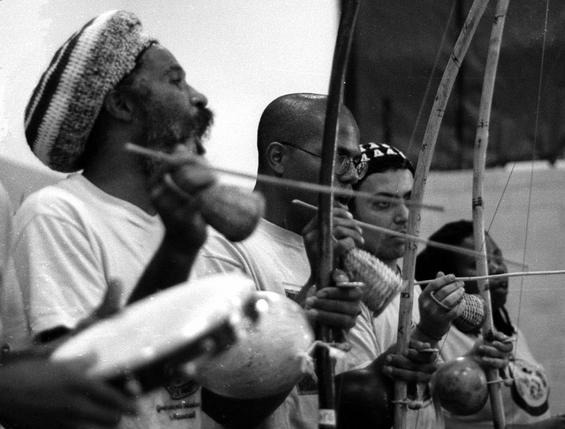
O berimbau foi introduzido à roda de capoeira no século XX. Antes, a prática era acompanhada apenas por palmas e toques de tambores

A música é um componente fundamental da capoeira. Foi introduzida como forma de ludibriar os escravizadores, fazendo-os acreditar que os escravos estavam dançando e cantando, quando na verdade estavam desenvolvendo e treinando uma arte marcial para se defenderem. Componente fundamental de uma roda de capoeira, ela determina o ritmo e o estilo do jogo que é jogado. A música é criada pela bateria e pelo canto (solista ou em coro), geralmente acompanhados de um bater de palmas.
A bateria é, tradicionalmente, composta por três berimbaus, dois pandeiros e um atabaque, mas o formato pode variar excluindo-se ou incluindo-se algum instrumento, como o agogô e o ganzuá. Um dos berimbaus define o ritmo e o jogo de capoeira a ser desenvolvido na roda. Desta maneira, é a música que comanda a roda de capoeira, não só no ritmo mas também no conteúdo.

### Canções
As canções de capoeira são divididas em partes solistas e respostas do coro, formado por todos os demais capoeiristas presentes na roda. Dependendo do seu conteúdo, podem ser classificadas como ladainhas, chulas, corridos ou quadras. A ladainha ou lamento é utilizada unicamente no início da roda de capoeira. É parte do longo grito "iê", seguido de uma narrativa solista cantada em tom solene. Geralmente, é cantada pelo capoeirista mais respeitado ou graduado da roda. Neste momento, não existe jogo, não se bate palmas e alguns instrumentos não são tocados. A narrativa é seguida pelas homenagens tradicionais feitas pelo solista (a Deus, ao seu mestre, a quem o ensinou e mais qualquer personagem importante ou fator relevante à capoeira, como a malandragem), respondidas intercaladamente pela louvação do coro e pelo início das palmas e dos instrumentos complementares. O jogo de capoeira somente pode iniciar após o fim da ladainha.
A chula é um canto em que a parte solista é muito mais longa do que a resposta do coro. Enquanto o solista canta dez, doze, ou até mais versos, o coro responde com apenas dois ou quatro versos. A chula pode ser cantada em qualquer momento da roda. Ocorrido, forma musical mais comum da roda de capoeira, é um canto onde a parte solista e a resposta do coro são equivalentes, em alguns casos o número de versos do coro superando os versos solistas. Pode ser cantado em qualquer momento da roda e seus versos podem ser modificados e improvisados durante o jogo para refletir o que está acontecendo durante a roda, ou para passar algum aviso a um dos demais capoeiristas.
A quadra é composta de um mesmo verso repetido quatro vezes, seja três versos solistas e uma resposta do coro, seja a parte solista e a resposta intercalada. Pode ser cantada em qualquer momento da roda. As canções de capoeira têm assuntos dos mais variados. Algumas canções são sobre histórias de capoeiristas famosos, outras podem falar do cotidiano da comunidade. Algumas canções comentam o que está acontecendo durante a roda de capoeira, outras divagam sobre a vida ou um amor perdido. Outras ainda são alegres e falam de coisas tolas, cantadas apenas por diversão. Basicamente não existem regras e alunos são encorajados a criar suas próprias canções.
Os capoeiristas mudam as canções frequentemente de acordo com o que ocorre na roda ou fora dela. Um bom exemplo é quando um capoeirista novato demonstra notável habilidade durante o jogo e o solista canta o verso "e o menino é bom", seguido pelo coro com o verso "bate palma pra ele". A letra da música é constantemente usada para passar mensagens para um dos capoeiristas, na maioria das vezes de maneira velada e sutil.

### Toques de capoeira
O toque de capoeira é o ritmo tocado pelos berimbaus, seguidos pelos demais instrumentos. Podem ser executados desde bem lentamente (como no toque de Angola), induzindo a um jogo mais lento e estratégico, até bastante acelerados (como em São Bento Grande), induzindo a um jogo rápido, ágil e acrobático. Podem também ter outros significados que vão além do jogo ou comandar uma roda restrita, como o toque de Iúna.

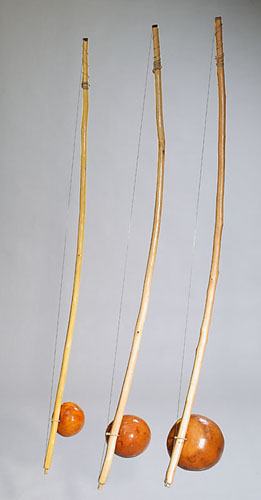
Berimbaus. Da esquerda para direita: viola, médio e gunga ou berra-boi

Em uma roda de capoeira, a forma mais usual é iniciar com o toque de Angola e subir o ritmo gradualmente, encerrando com o toque São Bento Grande em alta velocidade. Contudo não existem regras, uma roda pode manter sempre o mesmo toque ou mesmo inverter, começando de modo acelerado e terminando de modo lento.
Alguns dos toques mais comumente utilizados:
- Toque de Angola
- São Bento Grande de Angola
- São Bento Grande da Regional
- Iúna
- Cavalaria
- Benguela
- Amazonas
- Idalina

## A dança e a capoeira
Devido a sua origem e história, existiu sempre a necessidade de se esconder ou disfarçar o aprendizado e a prática da capoeira. Na época da escravidão, era um risco enorme aos senhores de engenho possuir escravos hábeis em uma arte-marcial. Para evitar represálias por parte de seus senhores, os escravos praticavam enquanto seus companheiros cantavam e batiam palmas. Os golpes e esquivas eram praticados durante uma falsa dança que seria o embrião da atual ginga.
Da falsa dança da época dos engenhos de açúcar até os tempos mais atuais, a ginga evoluiu até se tornar uma estratégia de combate, cujo objetivo principal é não oferecer ao oponente um alvo fixo. Mesmo hoje em dia, a maioria dos leigos à primeira vista acredita tratar-se da capoeira de uma coreografia, ou de uma dança acrobática. Outras manifestações culturais como o batuque, o maculelê, a puxada de rede e o samba de roda são danças fortemente ligadas à capoeira, por também terem nascido da mesma cultura.

## Estilos
Falar sobre estilos na capoeira é um argumento difícil, visto que nunca existiu uma unidade na capoeira original, ou um método de ensino antes da década de 1920. De qualquer forma, a divisão entre dois estilos e um sub-estilo é amplamente aceita.

### Angola
A capoeira Angola refere-se a toda a capoeira que mantém as tradições da época anterior à da criação do estilo Regional. Em outras palavras, é a capoeira mais tradicional. Existindo em diversas áreas do país desde tempos mais remotos, notadamente no Rio de Janeiro, em Salvador e em Recife, é impossível precisar onde e quando a capoeira Angola começou a tomar sua forma atual.
O nome "Angola" já começa a aparecer com os negros que vinham para o Brasil oriundos da África, embarcados no Porto de Luanda, que, independente de sua origem, eram designados na chegada ao Brasil de "negros de Angola". Em alguns locais, a população se referia ao jogo de capoeira como "brincar de Angola" e, de acordo com Mestre Noronha, o "Centro de Capoeira Angola Conceição da Praia", criado pela nata da capoeiragem baiana, já utilizava ilegalmente o nome "capoeira Angola" no início da década de 1920.
O nome "Angola" foi finalmente imortalizado por Mestre Pastinha, ao inaugurar em 23 de fevereiro de 1941 o "Centro Esportivo de capoeira Angola" (CECA). Pastinha foi conhecido como grande defensor da "capoeira tradicional", prestigiadíssimo por capoeiristas de renome como Mestre João Grande e Mestre Moraes. Com o tempo, diversos outros grupos de "capoeira tradicional" passaram a adotar o nome Angola para seus estilos.
A Angola é o estilo mais próximo de como os escravos lutavam ou jogavam capoeira. Caracterizada por ser estratégica, com movimentos furtivos executados perto do solo ou em pé dependendo da situação a enfrentar, ela enfatiza as tradições da malícia, da malandragem e da imprevisibilidade da capoeira original. Alguns angoleiros afirmam que seu domínio é muito complicado, envolvendo não só a parte mecânica do jogo mas também características como sutileza, o subterfúgio, a dissimulação, a teatralização, a mandinga ou mesmo a brincadeira para superar o oponente. A bateria típica em uma roda de capoeira Angola é composta por três berimbaus, dois pandeiros, um atabaque, um agogô e um ganzuá.

### Regional

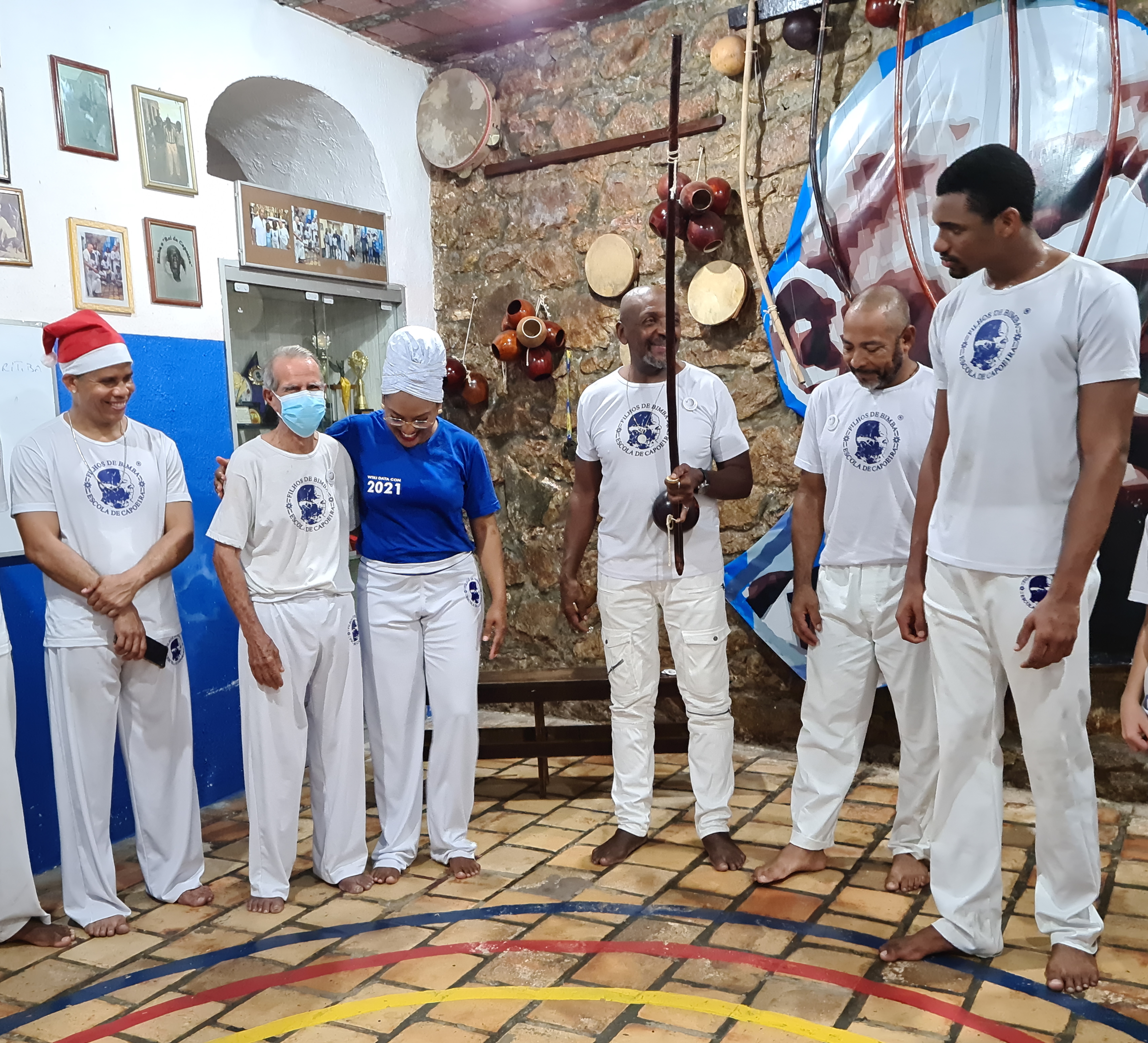
Grupo de Mestre Bimba em 2022

A capoeira regional começou a nascer na década de 1920, durante o encontro do mestre mestre Bimba com seu futuro aluno, José Cisnando Lima. Ambos acreditavam que a capoeira estaria perdendo seu valor marcial e chegaram à conclusão de que uma reestruturação era necessária. Bimba criou, então, sequências de ensino e metodologias para o ensino de capoeira. Aconselhado por Cisnando, Bimba chamou sua capoeira de Luta Regional Baiana, visto que a capoeira ainda era ilegal na época.
A base da "capoeira regional" é a capoeira tradicional mais enxuta, com menos subterfúgios e maior objetividade. O treinamento era mais focado no ataque e no contra-ataque, com muita importância para a precisão e a disciplina. Bimba também incorporou alguns golpes de outras artes marciais, notadamente o batuque, antiga luta de rua praticada por seu pai. O uso de acrobacias e saltos era mínimo: um dos fundamentos era sempre manter ao menos uma base de apoio. Como dizia Mestre Bimba, "o chão é amigo do capoeirista". A capoeira regional também introduziu, na capoeira, o conceito de graduações. Na academia de mestre Bimba, existiam três níveis hierárquicos: calouro, formado e formado especializado. As graduações eram determinadas por um lenço amarrado na cintura.
As tradições da roda e do jogo de capoeira foram mantidas, servindo para a aplicação das técnicas aprendidas em aula. A bateria, contudo, foi modificada, sendo composta por um único berimbau e dois pandeiros. Uma das maiores honras para um discípulo era a permissão para jogar iúna. O jogo de iúna tinha a função simbólica de promover a demarcação do grupo dos formados para o grupo dos calouros. A única peculiaridade técnica do jogo de iúna em relação aos jogos realizados em outros momentos da roda de capoeira era a obrigatoriedade da aplicação de um golpe pré-estabelecido no desenrolar do jogo. O jogo também destacava-se pela maior habilidade dos capoeiristas que o executavam. O jogo de iúna era praticado apenas ao som do berimbau, sem palmas ou outros instrumentos, o que reforçava seu caráter solene. Ao final de cada jogo, todos os participantes aplaudiam os capoeiristas que saíam da roda.
A luta regional baiana tornou-se rapidamente popular, levando a capoeira ao grande público e finalmente mudando a imagem do capoeirista, tido no Brasil até então como um marginal. Das muitas apresentações que mestre Bimba fez com seu grupo, talvez a mais conhecida tenha sido a ocorrida em 1953 para o então presidente da república Getúlio Vargas, ocasião em que teria ouvido do presidente: "A capoeira é o único esporte verdadeiramente nacional".

### Capoeira contemporânea
A partir da década de 1970 um estilo misto começou a adquirir notoriedade, com alguns grupos unindo os fatores que consideravam mais importantes da Regional e da Angola. Notadamente mais acrobático, este estilo misto é visto por alguns como a evolução natural da capoeira, por outros como descaracterização ou até mesmo má-interpretação das tradições capoeiristas. Com o tempo, toda capoeira que não seguia as linhas da Regional ou da Angola, mesmo as amalgamadas com outras artes marciais, passou a se denominar "Contemporânea".

### Golpes e movimentos

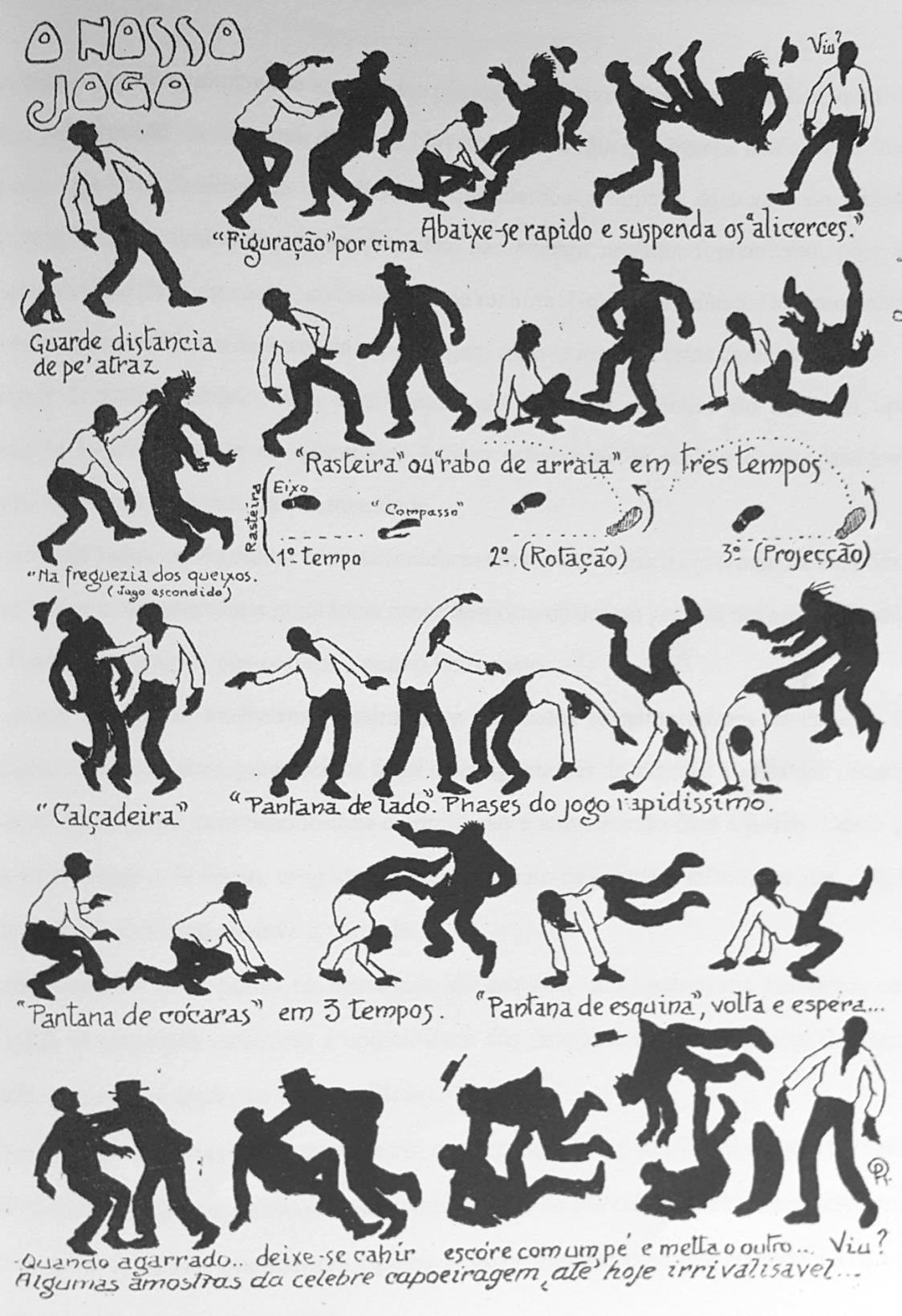
O Nosso Jogo, Revista da Semana, 1926. Arte de Raul Pederneiras.

A capoeira usa primariamente os pés como ataque. Golpes podem ser diretos, como no caso do Martelo, ou giratórios, como no caso da Meia-lua de compasso. A rasteira é de suma importância, considerada por muitos como a melhor arma disponível para o capoeirista. Desenvolvida para o combate em desvantagem, o ataque do capoeirista deve ser aplicado no momento oportuno e de forma definitiva.[carece de fontes?]
A defesa usa o princípio da não resistência, isto é, evitar um golpe com uma esquiva em vez de apará-lo. Esquivas podem ser executadas tanto em pé quanto com os apoios das mãos no chão. No caso de impossibilidade da esquiva, o capoeirista se defende aparando ou desviando o golpe com as mãos ou as pernas.[carece de fontes?] A ginga é importantíssima para a defesa e para o ataque do capoeirista, tornando o capoeirista imprevisível durante o ataque e dificultando um possível contra-ataque, além de evitar que o capoeirista se torne um alvo fixo.[carece de fontes?] Completam a técnica as cabeçadas, floreios (acrobacias no solo), tesouras, cotoveladas e outras.[carece de fontes?]

## Graduação
Devido à sua vastidão e à sua origem, a capoeira nunca teve unidade ou consenso. O sistema de graduação segue o mesmo caminho, nunca tendo existido um sistema padrão que fosse aceito pela maioria dos grandes mestres. Dessa forma, o sistema de graduação varia muito de grupo para grupo. A própria origem do sistema é recente, tendo partido com a Luta Regional Baiana de Mestre Bimba, na década de 1930. Bimba utilizava lenços de seda para diferenciar seus alunos entre aluno formado, aluno especializado e mestre. Alunos novos não possuíam graduação.
Atualmente, o sistema de graduação mais comum é o de cordas (também chamadas cordéis ou cordões) de diferentes colorações amarradas na cintura do jogador. Alguns grupos usam diferentes sistemas, ou até mesmo nenhum sistema. Existem várias entidades (Ligas, Federações e Confederações) que tentam organizar e unificar a graduação na capoeira. O sistema mais comum é o da Confederação Brasileira de Capoeira, que adota o sistema de graduação feito por cordas seguindo as cores da bandeira brasileira, de fora para dentro (iniciado na época em que a capoeira oficialmente era considerada parte da Federação Brasileira de Pugilismo).
Apesar de muito difundido com diversas variações, muitos grupos grandes e influentes utilizam cores diferentes ou mesmo graduações diferentes. A própria Confederação Brasileira de Capoeira não é amplamente aceita como representante principal da capoeira.

### Sistemas de graduação

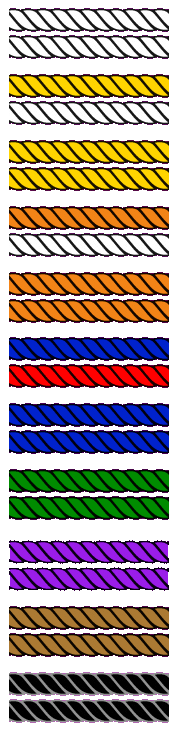
Graduações de capoeira

1) Confederação Brasileira de Capoeira
Graduação básica adulta (a partir de 15 anos)
- Iniciante: sem corda ou cordão
- Batizado: verde
- Graduado: amarelo
- Avançado: azul
- Intermediário: verde e amarelo
- Adiantado: verde e azul
- Estagiário: amarelo e azul

Graduação avançada - docente de capoeira
- Formado: verde, amarelo e azul - 5 anos de capoeira - idade mínima 18 anos
- Monitor: verde e branco - 7 anos de capoeira - idade mínima 20 anos
- Instrutor: amarelo e branco - 12 anos de capoeira - idade mínima 25 anos
- Contramestre: azul e branco - 17 anos de capoeira - idade mínima 30 anos
- Mestre: branco - 22 anos de capoeira - idade mínima 35 anos

2) Outro sistema
Sistema mais comumente usado por muitos grupos regularizados, porém não-filiados por opção à Confederação Brasileira de Capoeira por variadas razões. Este sistema utiliza as cores primárias e secundárias, sendo as misturas de cores nas cordas descritas como "Transformações", ou seja, simbolizando a saída de uma graduação e ingresso à outra seguinte.
- Iniciante: sem corda ou cordão
- Batizado: crua (sem coloração)
- Graduado iniciante: crua e amarela
- Graduado: amarela
- Intermediário: amarela e laranja
- Adiantado: laranja
- Estagiário: laranja e azul

Graduação avançada - docente de capoeira
- Formado: azul - 5 anos de capoeira - idade mínima 18 anos
- Monitor trainee: azul e verde - 7 anos de capoeira - idade mínima 18 anos
- Monitor: verde - 7 anos de capoeira - idade mínima 20 anos
- Instrutor trainee: verde e roxa - 12 anos de capoeira - idade mínima 23 anos
- Instrutor: roxa - 12 anos de capoeira - idade mínima 25 anos
- Professor: roxa e marrom - 17 anos de capoeira - idade mínima 28 anos
- Contramestre: marrom - 17 anos de capoeira - idade mínima 30 anos
- Mestrando: marrom e vermelha - 20 anos de capoeira - idade mínima 33 anos
- Mestre: vermelha - 22 anos de capoeira - idade mínima 35 anos
- Grão-mestre: branca - 36 anos de capoeira e pelo menos 18 anos como mestre - idade mínima 55 anos

Graduação infantil (até 14 anos) — idêntica à graduação básica, porém metade da corda possui a cor cinza. A graduação infantil restringe-se até a graduação de estagiário. Para que o aluno se gradue como docente de capoeira deve atingir a idade mínima de 18 anos. O tempo de cada graduação varia conforme sua importância. As cordas iniciais, como a verde e a amarela, podem ser conquistadas em menos de um ano; por outro lado, chegar às cordas avançadas, notadamente as de contramestre e mestre, pode levar anos, e exige-se profundo conhecimento da capoeira para serem conquistadas — esse conhecimento, no entanto, não quer dizer saltos ou acrobacias, mas conhecimento instrumental, teórico, prática de docência, qualidade de jogo, respeito, cursos de aperfeiçoamento e boa índole pessoal são alguns dos requisitos básicos para tais graduações.